# Desmia funebralis
Desmia funebralis là một loài bướm đêm trong họ Crambidae.